# Совиньяк
Совинья́к (фр. Sauvignac) — коммуна во Франции, находится в регионе Пуату — Шаранта. Департамент — Шаранта. Входит в состав кантона Броссак. Округ коммуны — Коньяк.
Код INSEE коммуны — 16365.
Коммуна расположена приблизительно в 440 км к юго-западу от Парижа, в 155 км южнее Пуатье, в 50 км к юго-западу от Ангулема.

## Население
Население коммуны на 2008 год составляло 103 человека.
| 1962 | 1968 | 1975 | 1982 | 1990 | 1999 | 2008 |
| ---- | ---- | ---- | ---- | ---- | ---- | ---- |
| 152  | 154  | 148  | 121  | 102  | 96   | 103  |

## Администрация
| Период | Период | Фамилия      | Партия | Примечания |
| ------ | ------ | ------------ | ------ | ---------- |
| 1995   | 2008   | Андре Годе   |        |            |
| 2008   |        | Доминик Боде |        | фермер     |

## Экономика
В 2007 году среди 66 человек в трудоспособном возрасте (15—64 лет) 52 были экономически активными, 14 — неактивными (показатель активности — 78,8 %, в 1999 году было 75,0 %). Из 52 активных работали 49 человек (28 мужчин и 21 женщина), безработных было 3 (0 мужчин и 3 женщины). Среди 14 неактивных 5 человек были учениками или студентами, 4 — пенсионерами, 5 были неактивными по другим причинам.

## Фотогалерея

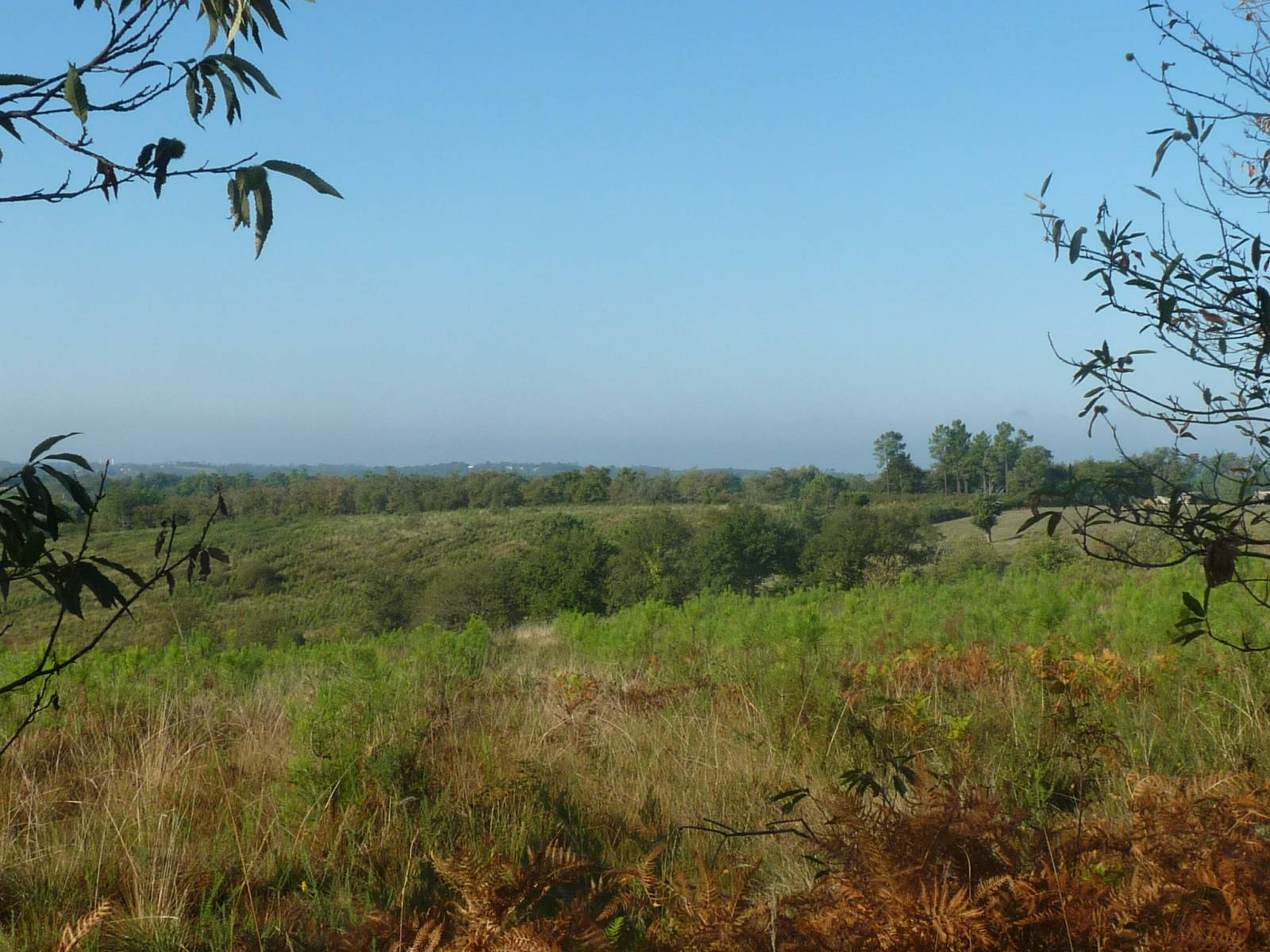
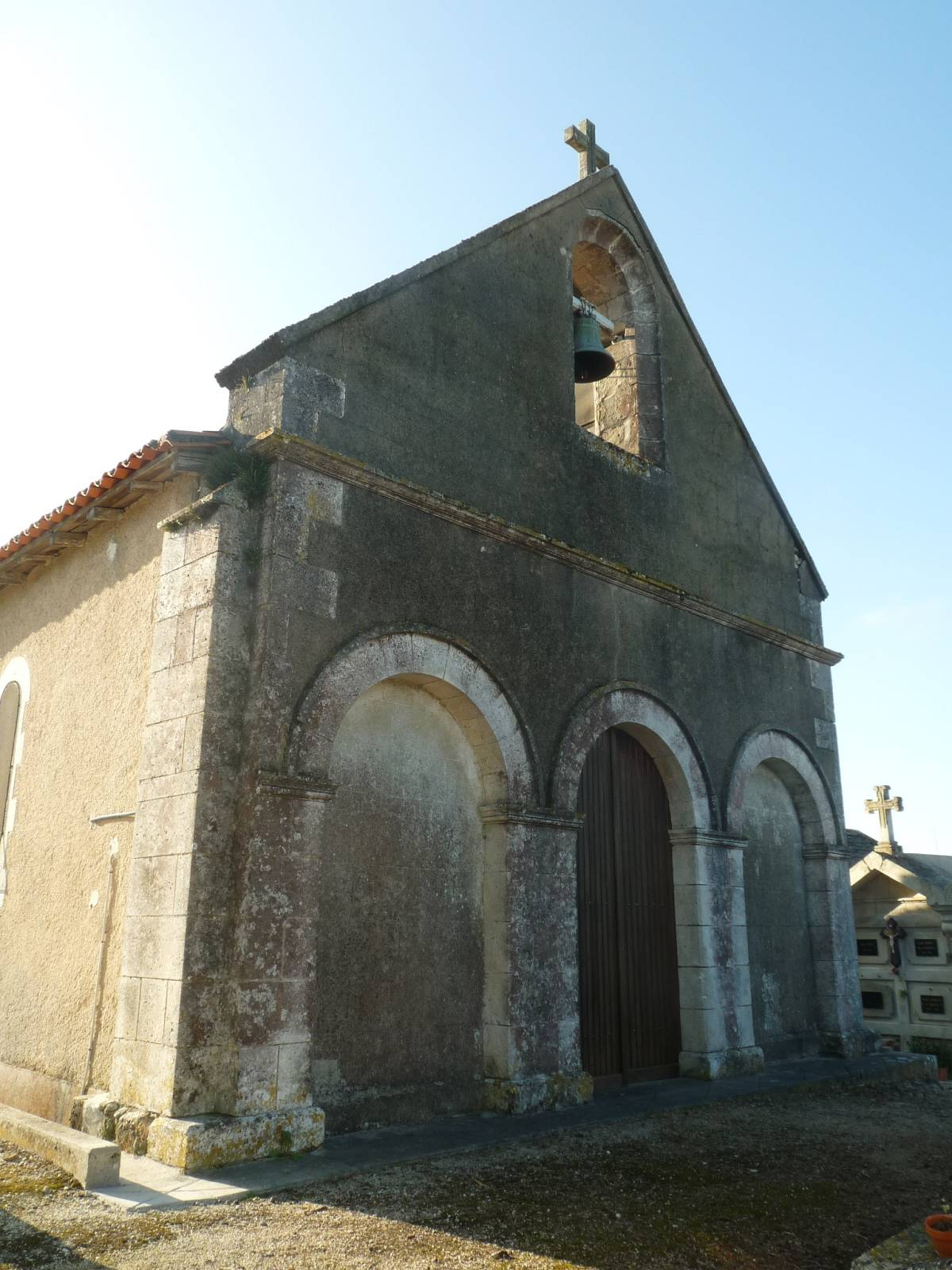
Церковь Сент-Илер
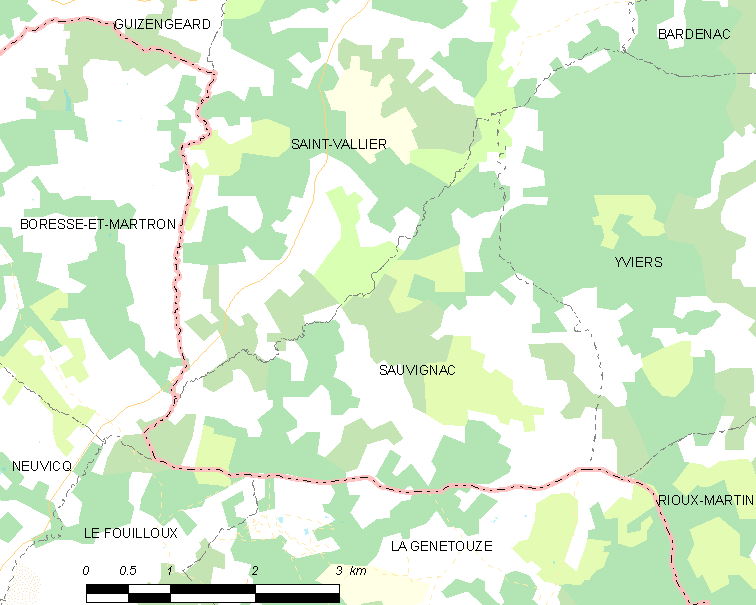
Карта коммуны